# پنجه‌دراز پانگانی
پنجه‌دراز پانگانی (نام علمی: Macronyx aurantiigula) نام یک گونه از سرده پنجه‌درازها است.